# Història de Montgat
En els seus orígens, Montgat fou un petit poblat ibèric. Les excavacions que s'hi han fet demostren l'existència d'assentaments neolítics al terme aproximadament uns 3.500 anys abans de Crist. A l'època romana trobem documentat el Turó de Montgat amb el nom de Promonturium Lunarium. El terme era aleshores travessat per la Via Augusta. Posteriorment va esdevenir una zona de vinyes, de les que encara se'n conserven certa extensió a la perifèria del municipi.
A l'edat mitjana hi havia un castell, almenys des del 1060, quan es menciona el Castell de Radulf que vigilava tot el nord de la costa, però Felip V després de la Guerra de Successió el va fer enderrocar. Sobre les seves runes els fundadors de l'Associació Catalanista d'Excursions Científiques hi feien sovint trobades al segle xix.
Montgat tingué el primer túnel ferroviari de Catalunya i Espanya quan el 1848 es posà en funcionament la línia del tren Barcelona-Mataró. L'any 1867 s'hi va establir una parròquia.
A partir de la dècada del 1960 la població va créixer considerablement per l'expansionisme econòmic estatal i els moviments migratoris associats, cosa que va comportar les urbanitzacions de blocs de pisos, alguns prou alts (Turó del Mar), així com la proliferació de barris amb un urbanisme desordenat (Les Costes).
Avui dia l'agricultura i la pesca, que durant el passat van ser activitats principals, han desaparegut quasi per complet. Hi ha algunes indústries de materials de construcció (ciment), de porcellana, de productes químics i farmacèutics, i metal·lúrgia. El seu barri Les Mallorquines, antigament industrial i avui dia majoritàriament residencial, forma un continu urbà amb Badalona.
La proximitat de Barcelona, com gran ciutat amb una extensa àrea d'influència, juntament amb la dispersió del teixit urbà montgatí deguda a la presència de nombroses infraestructures viàries i ferroviària que divideixen el terme municipal, representa una amenaça per a la identitat de Montgat com a municipi independent, amenaça què els successius ajuntaments democràtics, juntament amb el moviment associatiu del municipi, tracten de pal·liar.

## El Montgat més antic
Les diverses excavacions efectuades al llarg dels anys han demostrat l'existència (uns 3500 anys abans de Crist) d'assentaments neolítics, per les nombroses troballes, especialment en la zona dels turons d'en Seriol i d'en Matas, que separen els termes de Montgat i Badalona, així com a la zona de Les Guixeres del carrer de Manresà, zona rica en coves. Tanmateix, a la bòbila d'en Jordana es trobà un enterrament neolític i al Rocar, al límit amb Alella, dues puntes de destral de sílex.
Entre els anys 2000 i 500 aC existí un assentament ibèric al cim del Turó de Montgat, probablement depenent del de Turó d'en Boscà, de Badalona, ja que, tot i la destrucció de la major part del Turó, s'han pogut recollir nombroses restes ceràmiques, incloent-hi diverses àmfores i tres sitges d'enterrament força malmeses en els treballs de construcció de la carretera i de les quals solament en queden alguns fragments, així com agulles, monedes, etc. Segons alguns estudiosos, també hi podria haver població grega, procedent d'Empúries.

## Època romana
Pel que fa a l'època romana, cal esmentar el fet que fou documentat per primera vegada el Turó de Montgat, si bé amb el nom de "Promonturium Lunarium", descripció feta pel geògraf grec Claudi Ptolemeu el segle ii de la nostra era. La proximitat amb "Bætulo" (l'actual Badalona) i el fet que Montgat fos travessat per la Via Augusta, que anava des de Gades (Cadis) fins a Roma, fa que s'hi trobessin diverses vil·les: Can Cutxet, Can Alzina, Can Ventura, Can Regent, Can Estela, Can Jordana, etc., de les quals s'han localitzat nombrosos vestigis, els darrers a l'efectuar els fonaments per la construcció de l'actual Can Alsina, amb la troballa d'un vas campanià, barrejat amb restes de ceràmica ibèrica.
Cal fer esment de l'anotació de l'historiador Pascual Madoz que el 1848 escriu, referint-se a Montgat: "Se infiere que debió existir antiguamente en este término una población numerosa y mercantil por las ruinas que se ven de dos extensos cementerios, vestigios de edificios con hornos de cal y ladrillos, y otras particularidades, como por el pedazo de muelle con argollas de hierro para amarrar embarcaciones, que descubrió en la playa del mar un fuerte temporal." Això fa suposar que en la zona del Barri Antic hi hauria un petit port, però la poca cura que tingueren amb la construcció de la carretera i la destrucció del Turó malmeteren per sempre la riquesa arqueològica de la localitat.
Les vil·les eren mansions rurals, equivalents a les actuals masies, normalment dividides en tres parts: una de caràcter més luxós en la que hi vivien els propietaris, una altra destinada als treballadors lliures, els esclaus i el bestiar, i una tercera amb el graner, cellers i sitges i magatzems. Dins el terme històric de Tiana s'han localitzat nombroses restes que demostren l'existència d'aquestes vil·les, algunes probables i d'altres documentades amb tota seguretat:
- "La Pedrera", situada a la carretera de Badalona a Tiana, a l'alçada del Mas Ram
- "Can Sentromà", la més important per les restes trobades, gràcies a les nombroses prospeccions efectuades pel seu propietari, Epifani de Fortuny
- "Can Moncerdà", a l'extrem nord de Tiana, a l'esquerra de la Riera d'en Font
- "Can Fàbregues", a prop de l'Ermita de l'Alegria
- "Can Fàbregas de Baix"
- "Can Cosme", al tocant de la Riera d'En Font a Tiana; possible necròpolis
- "Can Gaietà", al nord de la Ciutadella; possible necròpolis
- "Can Guinard" a l'encreuament de la Riera de Tiana amb el Camí dels Francesos
- "La Ciutadella"
- "Les Pinyaseres", situada entre la Carretera de Tiana i la Riera, dins el terme de Tiana, a prop del de Montgat
- "Can Moreu", situada a l'inici del Torrent dels Grills
- "Coll de Vedrans" i "El Rocar", situada entre Tiana, Montgat i Alella
- "Pont de Tiana". En el lloc on hi ha el Pont, s'hi van trobar restes d'una canalització, que podria ser romana i, passat el pont a l'esquerra de la carretera, restes d'una paret i un paviment d'"opus signinum"
- "Can Cutxet", situada a l'encreuament de la Riera amb l'autopista. El 1967 es va fer una prospecció que deixà al descobert part d'un hipocaust, que demostren, amb tota seguretat, que hi havia una vil·la. Part d'aquesta vil·la ha sigut destruïda amb la construcció al seu damunt de l'autopista
- "Turó de Montgat". S'hi han trobat nombroses restes, tant de l'assentament ibèric com del romà, parets, sitges, tègules, monedes i abundant ceràmica. Les destrosses per la construcció de la Carretera N-II, el ferrocarril i l'explotació de la pedrera, que han destruït la major part del Turó, fan impossible un estudi
- "Ca n'Alsina". Al peu del Turó de Montgat, al costat del Barri Antic. A més d'un paviment d'"opus signinum", i d'altres restes, a l'efectuar els fonaments per la construcció de l'actual casa, s'hi trobà un vas campanià barrejat amb restes de ceràmica ibèrica
- "Sant Martí". Entre el material utilitzat per la seva construcció, hi havia una pedra de molí i un fust de columna, possiblement d'una vil·la rural desapareguda
- "Can Ventura". Situada al marge dret del Torrent de l'Huguera, que separa els termes de Montgat i El Masnou. S'hi han trobat fragments d'uns banys i de sepulcres, entre ells una sepultura de "tegulae", amb restes d'enterrament, mosaics i ceràmiques, que fa pensar en una vil·la amb la seva pròpia necròpolis
- "Can Estela". Situat entre els termes de Tiana, al pla d'Alella. S'hi han trobat molts fragments de ceràmica romana.

## El nom de Montgat
L'any 985, el califa de Còrdova, Al-Mansur, posà setge a Barcelona, que va caure sota les armes serraïnes el 6 de juliol. Prèviament a la caiguda de Barcelona, les tropes d'Al-Mansur s'apoderaren dels monestirs que hi havia extramurs de la ciutat: Sant Cugat, Sant Pau del Camp i Sant Pere de les Puelles. Aquests fets portaren com a conseqüència la destrucció de l'important arxiu d'aquest darrer monestir i la mort o el segrestament de les monges, entre elles l'abadessa Matruy, que fou portada presonera a Mallorca.
Recuperada la ciutat de Barcelona l'any següent, 986, pel Comte Borrell II, es va reprendre la vida monàstica, dirigida per la seva germana Adelaida, coneguda per Bonafilla, fins aleshores superiora del Monestir de Sant Joan de les Abadesses, tot i que el que no es va poder recuperar va ser la riquesa documental del seu arxiu. Amb la pèrdua de l'arxiu van desaparèixer tots els documents de propietat dels béns del Monestir. Això va fer que, amb el consentiment del Comte Borrell i del Bisbe Vivas, es designés un jurat que prengué declaració a l'abadessa Bonafilla i a altres testimonis, davant l'altar de Sant Pere, de totes les possessions del monestir dels quals s'havien perdut els títols de propietat.
Aquest testimoniatge, fet el primer de gener de l'any 991, fou redactat pel jutge Bonhom, amb la signatura de l'abadessa i dels jutges i testimonis que intervingueren en l'acte, i inclou el següent paràgraf: "Item uidimus et audiuimus diversa munificentia de monte Chato usque in cenobio Sancti Pauli de mare usque in ipso montium cacumine per uariis et uilullis que in hujus terminis". Aquest document, el primer en què trobem escrit el nom de Montgat d'aquell moment (monte Chato) va desaparèixer en les nombroses espoliacions sofertes pel monestir, si bé ens resta una còpia del segle XV que es conserva a l'Arxiu Històric de la Ciutat de Barcelona.

## Guerra dels segadors
Durant la guerra dels segadors, el castell de Montgat tingué un paper destacat. Així el 16 de maig de l'any 1643 hi fou empresonat el vicari general i canonge de la diòcesi de Barcelona en Galceran de Sentmenat, baró de Dosrius. El 25 d'agost del 1651, 2000 soldats d'en Felip III, comandades pel Marqués de Mortara, conquereixen el castell en el qual s'havien fet forts uns mil combatents secessionistes. Això li va permetre posar setge a la ciutat de Barcelona, que capitulà l'any següent. La corona es feu càrrec del castell fins a l'any 1661 en què fou tornat al Consell de Cent.

## Guerra de Successió
La flota de l'Arxiduc Carles, composta per 180 vaixells amb 9.000 soldats anglesos, holandesos i austríacs i 800 cavalls sota el comandament de Lord Peterborough, l'holandès Shrattenbach i Jordi de Darmstadt arribà a Barcelona el 22 d'agost de 1705, desembarcant a les platges de Montgat, procedint al setge de Barcelona que la va posar en mans aliades. A l'acabar la Guerra de Successió Espanyola Felip V va fer enderrocar el castell.

## Guerra del Francès
El dijous 16 de juny del 1808, festivitat del Corpus, a les 4 de la matinada, una divisió francesa del General Duhesme, comandada pel general Lecci i composta per 5.000 homes, 8 peces d'artilleria i alguns carros de municions, sortí de Barcelona, dirigint-se a Montgat, amb l'ordre d'atacar el Castell, comandat per Marian Pou i que havia estat adreçat per la Junta. En previsió d'aquest atac la Junta de Mataró envià 2 canons que col·locaren a la pujada del Camí Real, ordenà fortificar el Turó i el Castell i enviaren 3 falues amb un canó a cadascuna, tripulades amb gent armada amb mosquets i trabucs. També repicaren a sometent per tal de prevenir a les poblacions al llarg del camí de Barcelona a Mataró. Tot i l'aferrissada lluita dels defensors del castell, no pogueren aturar la tropa francesa, molt superior en quantitat d'homes i més ben armada, que va fer una veritable carnisseria, podent-se salvar solament els que fugiren, per mar amb les embarcacions o per terra internant-se al bosc, tot i ser perseguits per la cavalleria.
Aquesta és la crònica que en fa l'historiador Antoni de Bofarull, tot i que n'hi ha una escrita de pròpia mà per un testimoni dels fets: el rector de la parròquia de Sant Cebrià de Tiana, i que diu "Dia de Corpus 16 de juny de 1808. Las tropas francesas baix lo manto dels Generals en Gefes Dueme ÿ Legui eixiren de Barna ÿ acometeren al Castell de Mongat del qual se apoderaren ab prestesa per la vergoñosa fugida, ÿ ninguna resistencia dels somatens de Matarò, que lo guardaban: saquejaren moltas casas, incendiaren altres, ÿ assesinaren inumanament alguns indefensos, despues de haverlos robat quan tenian, deixant altres ferits, ÿ molts sustats. Casi totom desempera la Parroquia martxanse a las montañas fins a tots los monjos de Montalegre desempararen lo Monestir.Arr ibà lo saqueig fins à casa Mas, ÿ queda libre lo restant de la Parroquia de las tropas francesas, perquè marxaren per la Marina cap à Matarò, cometent iguals insults en sa carrera; pero no quedà libre de la gent del País (essent los principals los de Badalona, que pagats per los francesos los enseñaren los camins, ÿ fora los francesos se cometeren molts robos."
Tret dels militars, dels 35 veïns que varen morir en els gairebé dos anys de guerra, solament aquest dia en varen morir 10, que foren enterrats al cementiri de la capella de Sant Martí, així com el governador del Castell, en Vicenç Sala i Gericó, enterrat sota la casa de la Guixaira.
El dia 31 de juliol el tinent de l'Armada Reial, en Francesc Barceló, preparà un pla per reconquerir el Castell. Així, dues fragates angleses, "La Imperiosa", de 42 canons i manada per Lord Cochrane, i la "Cambrian", de 48 canons i manada per sir Francis Fane, se situaren a tir de canó del Castell. Per altra banda, les companyies de miquelets, comandades pels capitans Joan Solench, Pau Belloch, Joan Barber i Remigi Calderó i amb somatents de Tiana, Alella, Teià, Premià i Vilassar, atacaren als defensors del Castell, prenent-lo per assalt i fent en una primera escomesa 19 presoners. La lluita continuà fins a l'arribada d'un destacament anglès, fet que van aprofitar els francesos per rendir-se, i es varen fer 63 presoners més i nou ferits mortals.
Durant els prop de sis anys que va durar la dominació francesa a les contrades, Montgat va patir de valent els atacs napoleònics, doncs era un seguit el tràfec de tropes entre Barcelona i Mataró, i el Turó de Montgat era el punt estratègic més important de la comarca. Això feia que el castell canviés de mà diverses vegades i que fos atacat constantment, bé pels francesos procedents de Barcelona quan el Castell era dels espanyols, bé per les fragates angleses que gairebé sempre navegaven per aquelles aigües, quan era dominat pels francesos, així com era fustigat pels miquelets d'en Milans del Bosch i el sometent de Tiana, Alella i Badalona.
En tot moment, tal com es desprèn de les cròniques redactades per les dues parts, els veïns de Montgat, com els de Tiana, Alella, etc., varen lluitar contra les tropes invasores. Això va fer que sovintegessin les expedicions de càstig, encara que, tot i la superioritat francesa, el coneixement del terreny per part de la gent del país fes que moltes vegades fossin derrotades aquestes expedicions.

## Autonomia municipal
Tot i els forts vincles familiars, socials, etc. que en el decurs dels segles unien els pobles de Montgat i Tiana, la formació de la nova parròquia l'any 1867 va fer que els montgatins mantinguessin cada vegada menys les relacions amb Tiana, limitant-les a les purament oficials i administratives, i creant el seu propi teixit associatiu dins el marc geogràfic dels nuclis de Montgat i Les Mallorquines. Això, afegit a un cert abandonament en els serveis que s'havien de rebre per part de l'administració municipal tot i l'increment de població de la barriada de Les Mallorquines, propiciat per la seva industrialització a les darreries del segle xix i primera meitat del xx, va endegar un estat d'opinió que va fer créixer un fort sentiment segregacionista vers Tiana.
Això portà, a conseqüència de la petició de 420 veïns dels 675 que formaven el cens, que el dia 6 de juliol de l'any 1933, la Conselleria de Governació de la Generalitat de Catalunya dictés el decret de segregació del districte II i la constitució d'un municipi independent. Uns dies després, el 17 de juliol, es reuniren a l'Ajuntament de Montgat en Carmel Casanovas Riera, en Salvador Argemí Pera, en Josep Pedrissa Tolrà, en Jaume Estadella Urgell, en Francesc Villà Mas i en Jaume Mir Castellà, regidors de l'Ajuntament de Tiana pel districte II, i en Pere Rodés i Raymond, en Joan Batlle Font, en Josep Colldeforns Marigot i en Francesc Casadesús Teixidor, designats per la Generalitat per constituir el nou municipi. Fou elegit alcalde en Carmel Casanovas Riera, que fins aleshores ho era de l'Ajuntament de Tiana, el qual refusà el càrrec. En una segona votació fou elegit en Pere Rodés i Raymond, que seria l'alcalde del nou municipi de Montgat i en Carmel Casanovas el primer tinent d'alcalde.